# 周希濂
周希濂（？—1909年），字景溪，杨思人。
周年少时爱好武艺，于清光绪二年(1876年)参加武科乡试，中举人。
周希濂办事能力强，任命监督疏通三林塘和杨淄溇。经过周希濂的疏通，两河深阔但所耗不多，是光绪二十二年松江府开通疏浚的38条河流中成效最好的，故松江知府赠匾额以褒美周希濂。他还热心办学，陈行秦荣光发起建立三林书院后，他捐出自己的田地作为办学经费，为现上海市三林中学的三个创始人之一，并因此获清政府嘉奖。后为促进三林学堂发展，他向县令申请将沿黄浦江新涨出滩地拨归学堂，虽然已经批准并开始丈量，但被当地恶棍盗卖。后于1909年积劳成疾逝世。